# フーゴー・フォン・ハーベルマン
フーゴー・フォン・ハーベルマン（Hugo Joseph Anton (Freiherr) von Habermann、1849年6月14日 - 1929年2月27日）は、ドイツの画家である。甥で同名の画家と区別するために、Hugo von Habermann d. Ä.(der Ältere)と呼ばれることもある。人物画、特に女性を描いた。

## 略歴
バイエルンのディリンゲン（de:Dillingen）に生まれた。父親は男爵で陸軍士官で、母親も貴族の出身である。1858年に家族はミュンヘンに移り、名門高校に進み、絵を書くことが好きになったが、1868年から法律を学んだ。普仏戦争で士官として従軍し、余暇に絵を描き、捕虜収容所の捕虜の似顔絵を描いた。
戦後、法律を学ぶのを止め、絵を学ぶことに決め、ヘルマン・シュナイダー(de:Hermann Schneider)に指導を受けて、ミュンヘン美術院に1871年11月に入学し、1874年から校長で歴史画家のカール・フォン・ピロティに学んだ。1878年からミュンヘンの芸術家協会の展覧会に出展し1879年までミュンヘン美術院で修行し、その後、ブルーノ・ピグルハイン（de:Bruno Piglhein）とスタジオを開いた。1880年に、フリッツ・フォン・ウーデと共同で個人美術学校を開いたが学生が集まらず、すぐに閉校した。同じ年に、フランツ・フォン・レンバッハによって作られた美術家グループ、"Allotria"（Künstlergesellschaft Allotria）のメンバーとなった。このグループはミュンヘン分離派の先駆けとなった。
ミュンヘンのガラス宮殿で開かれる展覧会に出展し1886年に金賞を受賞した。有名になり、多くの肖像画の注文を受けるようになり、美術院の教授に任じられた。ミュンヘンの国際展覧会にも出展した。1909年にバイエルン・マクシミリアン勲章（de:Bavarian Maximilian Order）を受勲した。1922年に長くモデルをし、生活をともにしてきたOlga Hessと結婚し、1923年にヒンデンブルク大統領からプール・ル・メリット勲章を受勲した。

## 作品

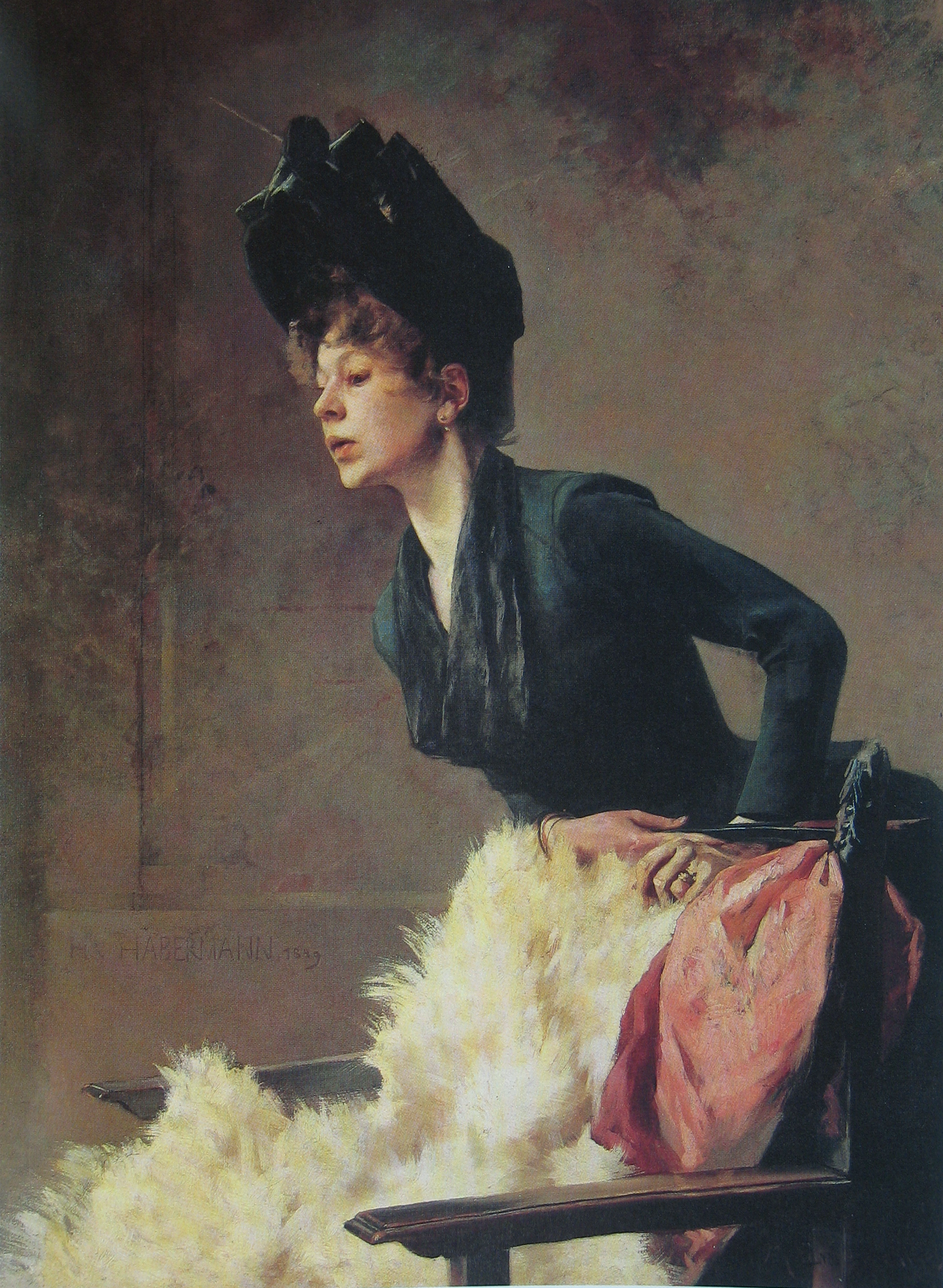
婦人像(1889)
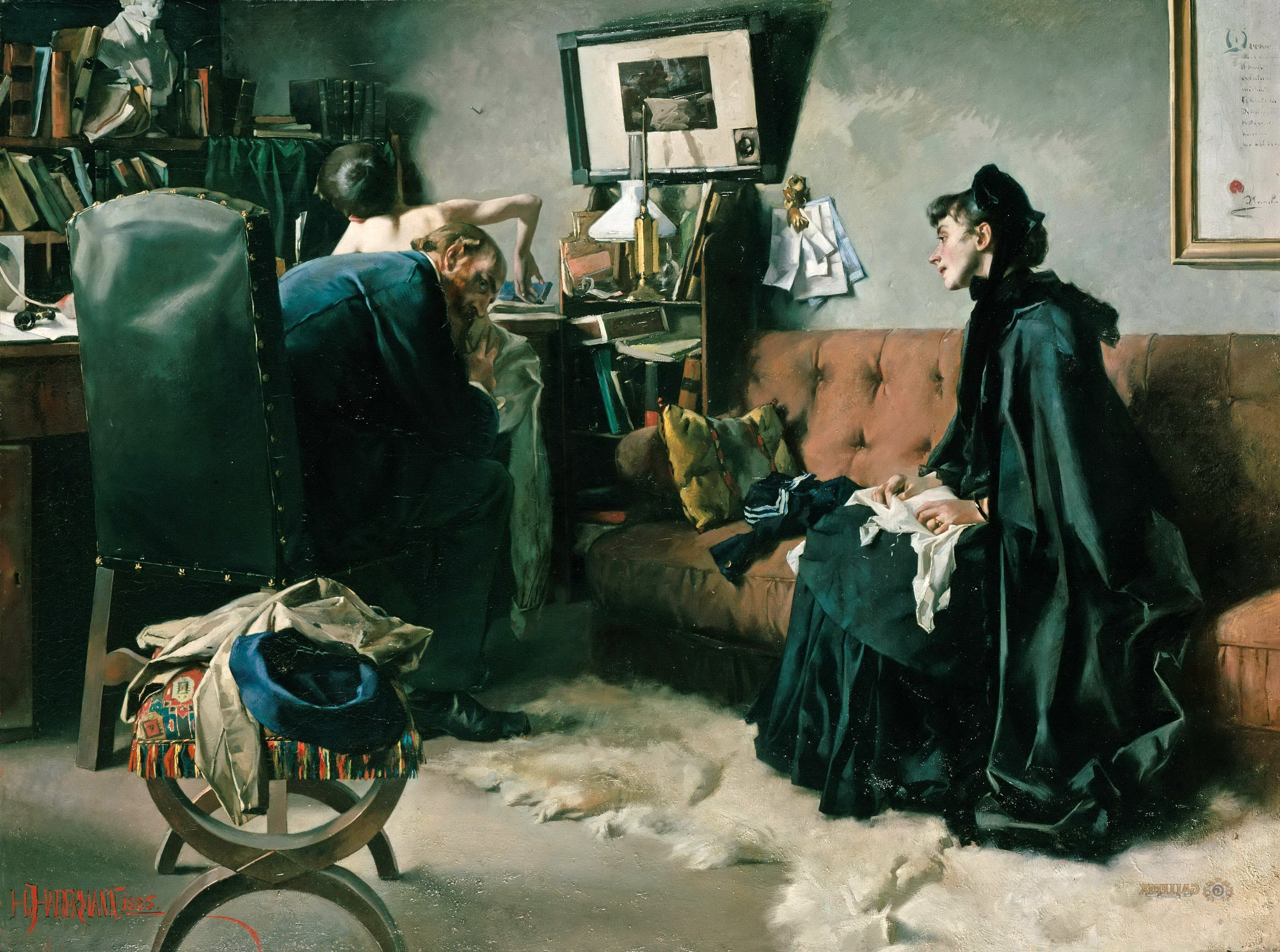
"Problem Child" (1886)
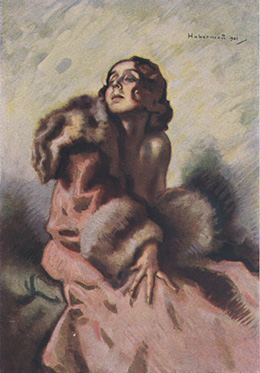
妻（Irène von Habermann）の像 (1921)
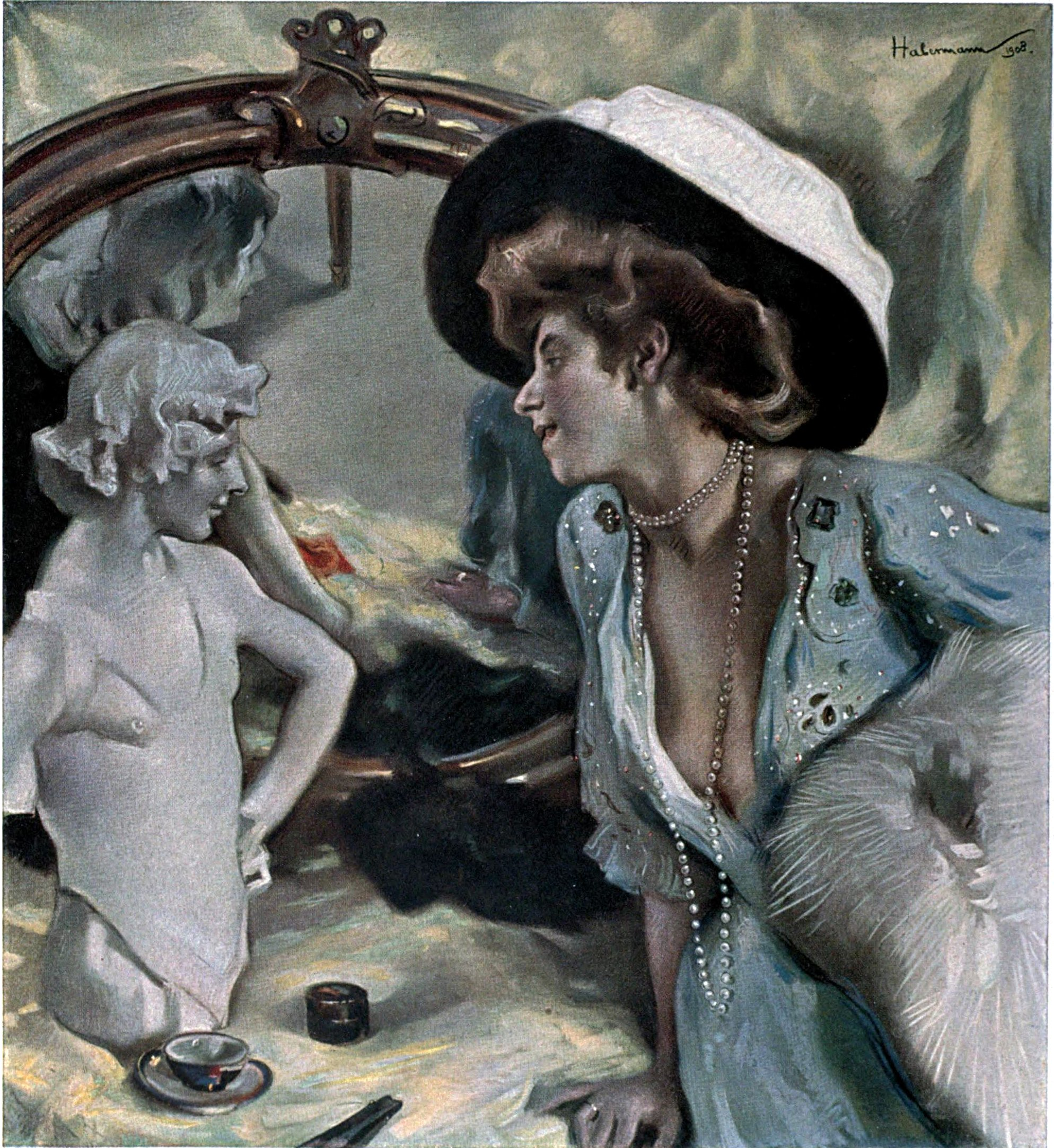
婦人像(パステル画)